# Francisco José Debali
Francisco José Debali, en húngaro: Debály Ferenc József (Transilvania, 26 de julio de 1791 – Montevideo, 13 de enero de 1859), fue un compositor húngaro que emigró a Uruguay en 1838. Compuso la música del Himno Nacional de Uruguay, y posiblemente también la del Himno Nacional de Paraguay.

## Biografía
Nació en Hungría, en la localidad de Transilvania, entonces gobernada por la Casa de Habsburgo.[cita requerida]
Tocaba el oboe. En 1829 emigró a Alessandria (entonces perteneciente al Reino de Cerdeña) para seguir su carrera musical. Allí obtuvo el título de maestro de bandas militares del Piamonte. Se casó con Magdalena Bagnasco, oriunda de Génova. Tuvieron varios hijos, algunos de los cuales nacieron en Uruguay.
Después de una corta estancia en São Paulo, Brasil, Debali llegó a Uruguay en 1838, donde fue director de orquesta en el teatro Sala de Comedias de Montevideo entre 1841 y 1848.

## Himno Nacional de Uruguay
Durante muchos años hubo polémica acerca de la autoría de la música del himno. El decreto que aprobó la música, del 26 de julio de 1848, atribuyó oficialmente la misma a Fernando José Quijano (1805-1871), militar, actor y músico aficionado. Según algunos contemporáneos, Quijano tocó la música del himno en su casa de calle Washington entre Pérez Castellanos y Maciel ante un grupo de amigos, entre los que se contaban el propio Acuña de Figueroa, el poeta argentino José Mármol, Juan Manuel de la Sierra y otros.
Sin embargo, la música del himno es armónicamente compleja, muy bien construida desde el punto de vista sinfónico, con reminiscencias de Gaetano Donizetti y Gioacchino Rossini, elementos que hacen casi inverosímil que un músico aficionado haya sido su autor. No cabe duda de que en la partitura hubo una intervención decisiva de Debali.
Actualmente existe cierto consenso en que Quijano habría esbozado la melodía y que Debali la habría orquestado y dado el carácter sinfónico, netamente rossiniano y operístico que la caracteriza. Sin embargo, de acuerdo a algunos autores, la melodía de las estrofas es idéntica, casi un plagio, del concertante del Prólogo de la ópera Lucrezia Borgia de Gaetano Donizetti. Ésta se había estrenado en diciembre de 1833 en el teatro de La Scala de Milán, cuando aún Debali vivía en Italia. Se sostiene que es casi imposible que Quijano conociera la obra y, por tanto, no habría sido él quien esbozara la melodía. Otras versiones afirman que Quijano ayudó a Debali a interpretar el texto y comprender el espíritu de la letra, por carecer del cabal dominio del español. En una carta publicada en la prensa en 1855, Debali expresó que Quijano «...tuvo efectivamente alguna parte en la composición de la música, porque él fue quien me hizo penetrar del espíritu del Himno, y en cierto modo del tono que debía asumir aquella».
Según la investigación de Lauro Ayestarán no hay elementos para inferir que Fernando Quijano haya intervenido a modo de ser considerado coautor ya que las notas del Himno de Uruguay son extremadamente complejas para un músico aficionado como lo era este último.

## Posible autoría del Himno Nacional de Paraguay
A Debali también se le atribuyó la autoría de la música del Himno Nacional de Paraguay. Sin embargo, ante la duda, en 1934 se realizó una encuesta nacional para determinar el autor de la música del himno. El gobierno paraguayo, luego del dictamen de una comisión especialmente integrada para el efecto, declaró auténtica la versión reconstruida y presentada por Remberto Giménez, a quien es atribuida actualmente la música.